# 小葉尼塞河

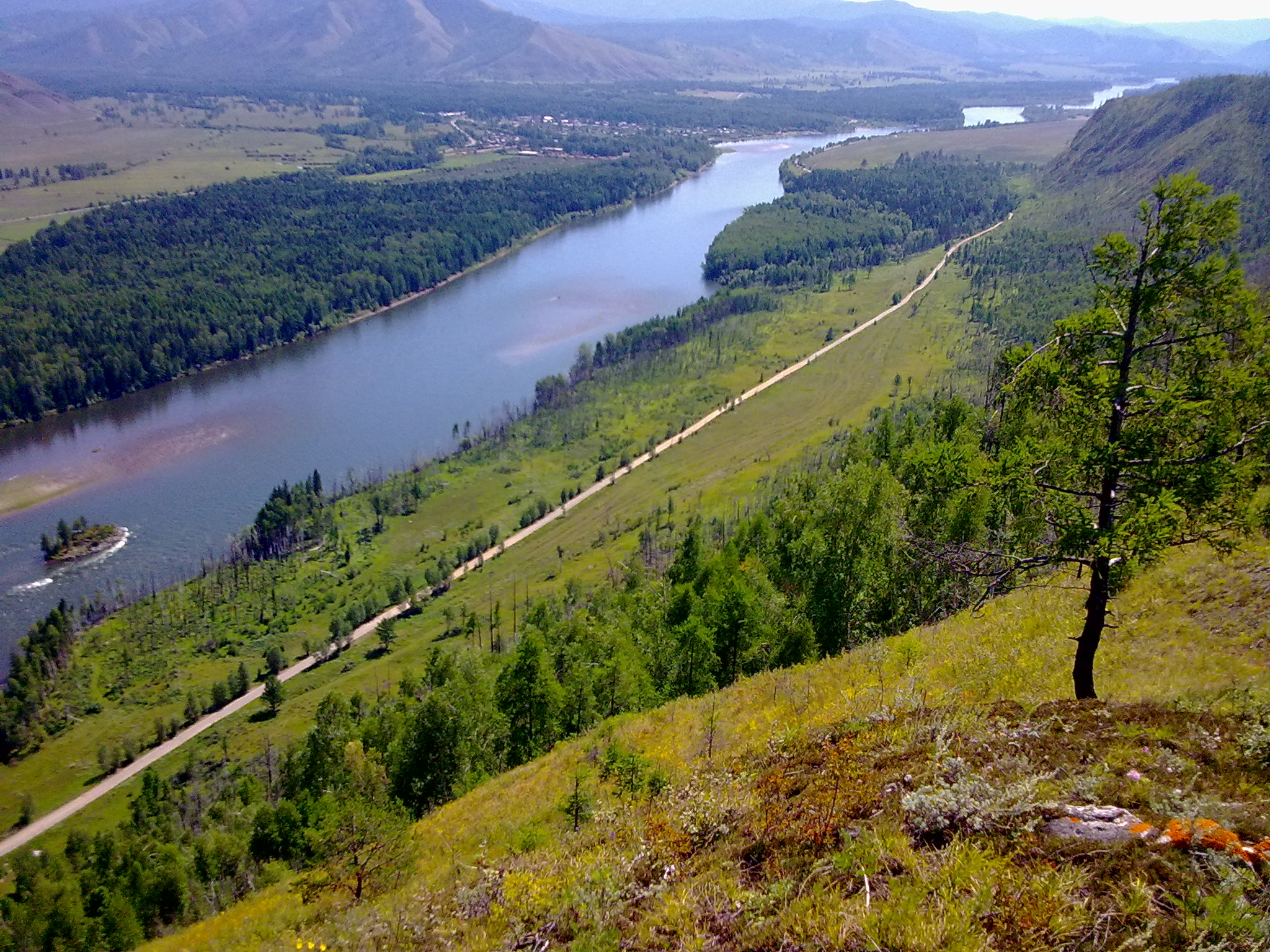
小葉尼塞河

51°30′N 98°2′E / 51.500°N 98.033°E
小葉尼塞河（羅馬化：Malyy Yenisey），古稱謙河、华克穆河（Каа-Хем），是東北亞的河流，位於俄羅斯和蒙古交界的图瓦共和国附近，屬於葉尼塞河的支流，河道全長680公里，流域面積58,700平方公里，差不多整條河道是急流。